# Фундація.101
Фундація.101 — правозахисна громадська організація, що здійснює моніторинг контрольних пунктів в'їзду-виїзду та прифронтових міст в зоні проведення Антитерористичної операції, а також проводить дослідження, готує аналітику, розробляє рекомендацій та надає цю інформацію зацікавленим сторонам для вирішення проблем, що спричинені кризою на сході та півдні України.

## Місія
Метою діяльності громадської організації «Фундація.101» є захист прав і свобод українців та здійснення позитивних змін у суспільстві.
Спеціалізація організації — це збір і аналіз даних, проведення соціологічних досліджень, підготовка аналітики, розробка рекомендацій та надання цієї інформації зацікавленим сторонам, а також контроль за роботою органів влади і приватних структур та оцінка якості їх роботи.

## Команда
- Богданович Андрій — голова організації
- Янченко Галина — менеджер проєктів
- Кузнєцова Олександра — консультант по зв'язках з громадськістю
- Переїденко Ганна — аналітик
- Макуха Ірина — юрист

## Діяльність

### Прифронтова інспекція
Прифронтова інспекція — проєкт громадської організації «Фундація.101», започаткований 28 липня 2015 року за сприяння Уповноваженого Верховної ради України з прав людини, Донецької обласної військово-цивільної адміністрації, Луганської обласної військово-цивільної адміністрації та у співпраці з Державною прикордонною службою України та Штабом Антитерористичного центру при Службі безпеки України.
Мета проєкту — забезпечення дотримання прав людини під час перетину лінії зіткнення, спрощення громадянам України цього процесу та подолання корупції в цій сфері.
Проєкт являє собою моніторинг контрольних пунктів в'їзду-виїзду на лінії зіткнення у Донецькій та Луганській областях на предмет дотримання прав людини, а також щодо виконання органами державної влади вимог «Тимчасового порядку контролю за переміщенням осіб, транспортних засобів та вантажів (товарів) через лінію зіткнення у межах Донецької та Луганської областей». Здійснюється за фінансової підтримки волонтерської організації «Народний проєкт», агентств USAID та UNHCR, а також Дитячого фонду ООН.
В рамках реалізації проєкту було створено систему «Скарга.101», яка дозволяє направляти скарги на співробітників контрольних пунктів в'їзду-виїзду на лінії розмежування на сході України, на незадовільний санітарний стан цих контрольних пунктів, а також пропозиції щодо покращення їх роботи. Містить вебформу і мобільні додатки під платформи Android та iOS. Сайт проєкту: skarga.101.ua. Отримана через систему інформація направляється у компетентні державні органи.

### Каратєль
Мета проєкту — надати можливість легко притягати до відповідальності винних у порушенні прав громадян.
Всеукраїнська книга скарг «КАРАТЄЛЬ» — це безкоштовний мобільний додаток, за допомогою якого можна в кілька дотиків на смартфоні поскаржитися на майже всі правопорушення, як-то паркування в заборонених місцях, продаж простроченого товару, вимагання хабара, ями на дорозі, хамство, куріння в закладах харчування, порушення благоустрою.
За допомогою мобільного додатку кожен громадянин може сфотографувати порушення (зняти відео) та через мобільний додаток відправити інформацію команді професійних юристів, які опрацюють заявку і надішлють звернення до органу державної влади чи приватної структури, що будуть зобов'язані це порушення усунути. Після цього користувач може переглянути відповідь у додатку та оцінити роботу організації, яка займалася вирішенням його питання. За результатами оцінок формується та публічно поширюється рейтинг органів влади та приватних структур.
Сайт проєкту: karatel.ua.

### Моніторинг супермаркетів
У липні-серпні 2016 року громадська організація «Фундація.101» провела моніторинг якості продуктів харчування у супермаркетах України. Моніторинг здійснювався волонтерами, які забажали взяти участь у проєкті. Всього для участі зареєструвалось 157 осіб, 123 з яких активно брали участь у інспектуванні магазинів. За період дослідження було здійснено здійснили 447 моніторингових візити та надіслано таку ж кількість онлайн-звітів. Під час перевірок було зафіксовано 153 випадки продажу зіпсованих м'ясних виробів, які продаються в охолодженому вигляді, що складає 34 %, а також 134 випадки продажу прострочених товарів, що складає 30 %. В опублікованому антирейтингу мережа «Сільпо» посіла перше місце: у 61 % випадків фіксувались факти продажу зіпсованих м'ясних виробів та у 54 % випадків — факти продажу товарів, термін придатності яких минув.
На другому місці — «Фора»: факти продажу зіпсованих м'ясних виробів фіксувались у 51 % випадків, а прострочених товарів було 48 %. Третє місце посіла мережа «АТБ»: зіпсовані м'ясні продукти були у 37 % випадків, а прострочених товарів було зафіксовано 34 %.

### Міліція для «чайників»
Міліція для «чайників» — безкоштовний навчальний відеокурс, створений 1 березня 2015 року громадською організацією «Фундація.101», що містить дев'ять відеоуроків про те, як поводити себе з міліцією в різних випадках. Навчання створено на базі матеріалів, підготовлених УМДПЛ.
Уроки:
1. Загальні правила спілкування з правоохоронцями.
2. Що робити, якщо ти опинився у ролі адмінзатриманого.
3. Як себе поводити, якщо у тебе вдома хочуть провести обшук.
4. Що робити, якщо пролунав дзвінок у двері, і ти почув суворий наказ: «Відчиніть! Міліція!».
5. Як себе поводити, якщо тебе викликають у райвідділок.
6. Що робити, якщо тебе звинувачують у скоєнні злочину.
7. Як себе поводити з патрульною службою міліції.
8. Що робити, якщо існує загроза твого побиття співробітниками міліції.
9. Як себе поводити у кімнаті для затриманих, або у «мавпятнику», як її називають в народі.

## Партнери організації
- Уповноважений Верховної Ради України з прав людини
- Донецька обласна військово-цивільна адміністрація
- Луганська обласна військово-цивільна адміністрація
- Державна прикордонна служба України
- Штаб Антитерористичного центру при СБУ

## Донори організації
- People's Project (Народний проєкт)
- Агентство США з міжнародного розвитку (USAID)
- Управління Верховного комісара ООН у справах біженців (UNHCR)
- Дитячий фонд ООН (UNICEF)
- Програма розвитку ООН (UNDP)